# Aquilifer
L'aquilifero (in latino aquilifer, deriva da aquila e letteralmente "colui che porta l'aquila" riconosciuto anche come "l'aquila in persona") era il soldato incaricato di portare in battaglia l'aquila delle legioni romane, che tutti i soldati dovevano proteggere anche a costo della vita. L'aquila era infatti quanto di più prezioso aveva la legione e la sua perdita era considerata un'immane disgrazia. Faceva parte di quel ristretto gruppo di sotto-ufficiali chiamati principales.

## Storia
La figura dell’aquilifer fu creata da Gaio Mario nell'agosto del 107 a.C., poiché a seguito della sua riforma sull’arruolamento militare molti soldati erano analfabeti e quindi incapaci di intendere gli stendardi militari.
Con l’aquila Mario non solo creò un simbolo chiaro a tutti ma divinizzò la figura dell’aquila in se che rappresentava la forza delle legioni.
La perdita dell'aquila accadde ad esempio a Carre, dove trovò la morte il triumviro Marco Licinio Crasso e nella disfatta di Teutoburgo, quando vennero annientate tre legioni. Augusto nel primo caso e Germanico nel secondo si occuparono di far tornare in patria le aquile perdute, in entrambi i casi con grande pubblicità.

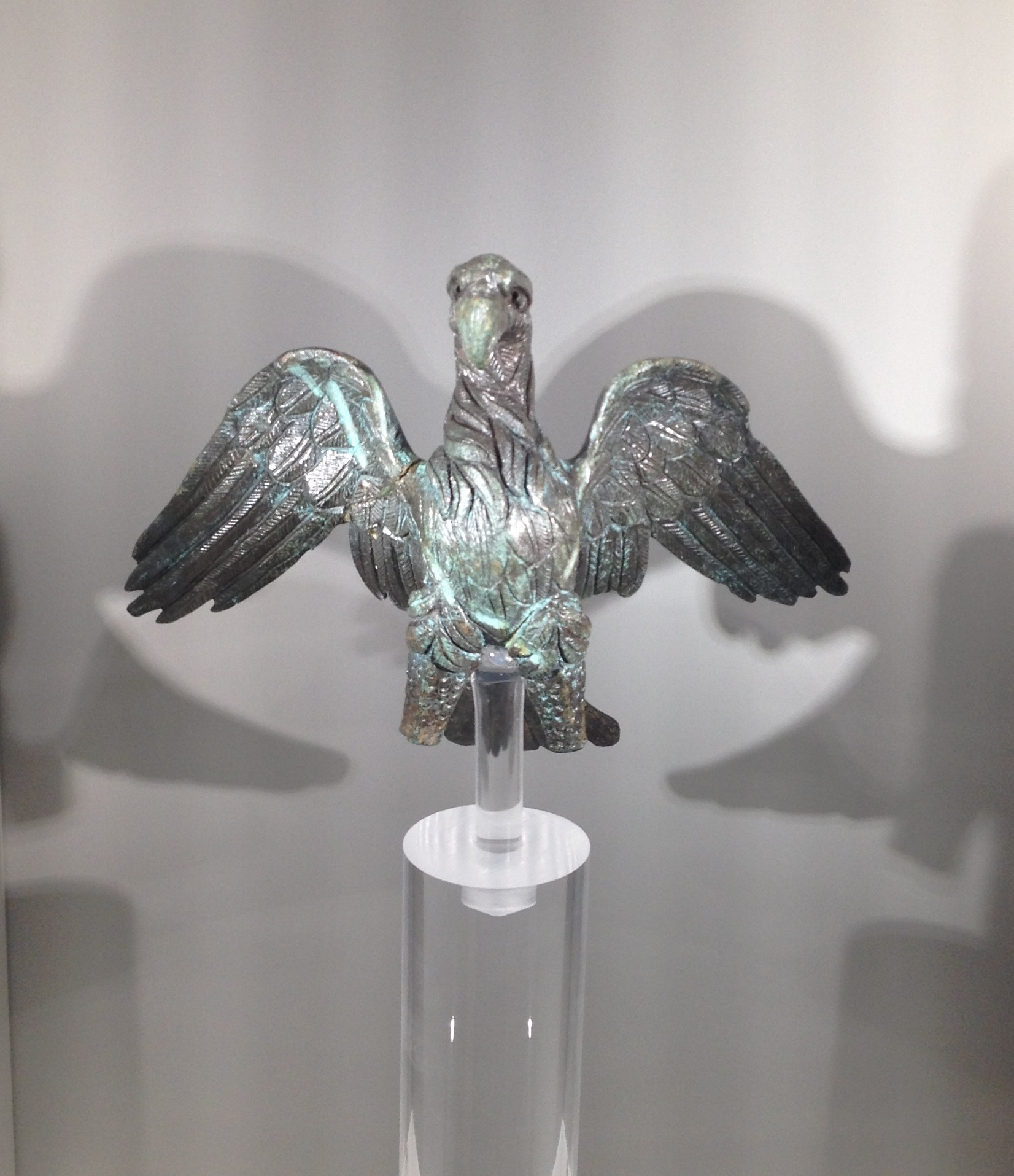
Esposta al museo Archeologico Nazionale d'Abruzzo di Chieti. L'aquila è stata rinvenuta nell'area archeologica di Amiternum in occasione degli scavi degli anni settanta del novecento. Insegna militare in bronzo a fusione piena e ritoccata con bulino semicircolare.

Sono numerosi i casi di aquiliferi che, gettandosi contro il nemico portando l'insegna, hanno trascinato con sé i compagni, capovolgendo una situazione critica: un esempio è dato dal primo sbarco di Cesare in Britannia, quando le sue truppe, intimorite dai nemici, si decisero a sbarcare a terra per proteggere un aquilifero che da solo era sbarcato avanzando verso i nemici.
Oltre all'insegna dell'aquila l'aquilifero aveva come ornamenti sulla testa pellicce di animali come orso, leone o di lupo.